# Curveball (informant)
 For alternative betydninger, se Curveball. (Se også artikler, som begynder med Curveball)
Curveball (født 12. marts 1967 i Bagdad) var en informant der som asylsøger påstod over for de tyske myndigheder at have været involveret i udviklingen af biologiske våben i Saddam Husseins Irak. Hans informationer blev brugt af den amerikanske administration til at legitimere invasionen af Irak.
I 2011 indrømmede Curveball at hans informationer var fabrikerede.
Sagen er kaldt en af de største fiaskoer i de hemmelige efterretningstjenesters historie.

## Navn
Curveball er de amerikanske hemmelige tjenesters kodenavn for ham.
I Bob Drogins bog er han også omtalt med pseudonymet Ahmed Hassan Mohammed.
Hans virkelige navn er Rafid Ahmed Alwan al-Janabi.

## Baggrund
Curveball blev født den 12. marts 1967 i Bagdad i en familie med ti børn.
Curveball studerede til kemiingeniør ved det tekniske universitet i Bagdad og bestod i 1990 med en bachelor i kemi som nummer 33 ud af 45.
1990-1992 var Curveball ved militæret hvor han arbejdede i den kemiske gruppe og var i en gruppe med efterretningsarbejde.
Han blev ansat ved Det Kemiske Ingeniør- og Konstruktionscenter, men blev fyret i slutningen af 1995, på grund af nogle seksuelle forbrydelser.
Han var ansat som projektleder i det militærindustrielle kompleks ved Djerf al Nadaf hvor han arbejdede med frøbehandling.
I 1994 blev han gift med en irakisk kvinde. Ægteskabet varede 6 måneder.
I 1995 begyndte han at arbejde ved mediefirmaet Babel. De fyrede ham efter beskyldning om at han stjal dyrt udstyr.
Curveball startede derefter et firma der solgte shampoo.
Han rejste flere gange ind og ud af Irak i periode 1995-1998. Fra juli til december 1998 var han ude af Irak og i følge hans mor i Jordan i slutningen af 1998.
Han blev gift anden gang.
I november 1999 fløj han til München. I paskontrollen bad han om politisk asyl, hvorefter han blev overført til flygtningecentret i Zirndorf.
Efter møde med indvandremyndighederne skulle han også mødes med den tyske efterretningstjeneste (Bundesnachrichtendienst, BND), hvis opgave var at sikre sig at ansøgerene ikke var fupmagere.

## Curveballs historie
Ved det første møde med BND fortalte Curveball at Saddam Hussein havde et hemmeligt biologisk våbenprogram.
Oplysningerne blev straks sendt videre op i BNDs system.
Curveball fortsatte sin historie med at påstå, at han havde været involveret i produktionen af biologiske våben ved hjælp af mobile produktionsfaciliteter.
Et anlæg ved Djerf al Nadaf blev særlig nævnt.
Han fortalte videre at tolv teknikere døde i 1998 som følge af en ulykke med de biologiske stoffer.

### Udnyttelse
Curveballs informationer blev udvekslet med amerikanske efterretningstjenester. I første omgang gennem det amerikanske forsvars efterretningsvæsen DIA og deres Defense HUMINT afdeling i "Munich House" i Bogenhausen ved München.
Tyskerne tillod ikke det første lange stykke tid at amerikanerne fik adgang til Curveball.
Curveballs historie blev udnyttet af den amerikanske Bush-regering til at legitimere krigen mod Irak. Både præsident George W. Bush og udenrigsminister Colin Powell benyttede informationerne fra Curveball i offentlige taler på trods af advarsler om Curveballs pålidelighed.
På tidspunktet for Colin Powells tale i FN befandt Curveball sig på et psykiatrisk hospital i Schweiz.

### Påståede bekræftelse
Hverken tyskerne eller amerikanerne kunne umiddelbart bekræfte Curveballs historie.
Der var ikke amerikanske agenter i Irak på det tidspunkt, men flere irakere kunne dog bekræfte Curveballs historie efter de amerikanske efterretningsvæsners vurdering. I slutningen af 2002 mente amerikanerne således at have tre irakere der bekræftede Curveball.
Den ene var en afhopper fra den irakiske efterretningstjeneste, major Mohammed Harith, der fortalte at han personligt havde fået idéen til mobile laboratorier og desuden stået for indkøb af lastbilerne.
En anden meddeler påstod at en underjordisk våbenfabrik ved Kerbala fyldte kampstof på biologiske granater.
Den tredje kilde var "Red River" som den britiske efterretningstjeneste kontrollerede. Den kilde fortalte om gæringsbeholdere der skulle anvendes på lastbiler eller jernbanevogne.
Satellitbilleder af Djerf al Nadaf viste en mur der blokerede for passage af lastbiler hvilket var i tilsyneladende modstrid med Curveballs historie, og andre billeder af Kerbala viste ingen mistænkelig aktivitet.

## Omtale i medier
Curveball blev nævnt ved hans kodenavn i 2004 af internationale medier.
Den amerikanske journalist Bob Drogin skrev bogen Spies, Lies, and the Con Man Who Caused a War fra 2007, hvor Curveball-sagen er beskrevet i detaljer. Bogen er udgivet på dansk som Curveball – spioner, løgne og svindleren, der blev årsag til Irakkrigen (2008).
I november 2007 afslørede det amerikanske nyhedsmagasin 60 Minutes Curveballs sande identitet og BND flyttede ham til en ny lejlighed.
Den danske dokumentarist Poul-Erik Heilbuths dokumentarfilm, Manden som løj verden i krig, om Curveball
blev vist på DR1 den 21. april 2010.
Med en halvanden-års lang research lykkedes det Heilbuth og hans hold at opspore Curveball og filme ham.
I januar 2011 ringede Curveball til den engelske avis The Guardian og sagde at han indvilgede i et interview i håbet om at få en kontrakt på en bog eller en film.
Kontakten til The Guardian medførte at avisen i midten af februar 2011 bragte dels en række artikler, dels et video-interview.